# سيمون كاسترو
سيمون كاسترو (بالإنجليزية: Simón Castro)‏ هو لاعب كرة قاعدة أمريكي ودومينيكاني، ولد في 9 أبريل 1988 في San José de los Llanos ‏ في جمهورية الدومينيكان.

## وصلات خارجية
- سيمون كاسترو على موقعبيزبول رفرنس.كوم (الدوري الرئيسي) (الإنجليزية)
- سيمون كاسترو على موقعبيزبول رفرنس.كوم (الدوري الثانوي) (الإنجليزية)